# 2. ŽNL Vukovarsko-srijemska NS Vukovar 2007./08.

## Tablica
| Mj. | Klub                   | Sus. | Pobj. | Ner. | Por. | GR.   | Bod.       |
| --- | ---------------------- | ---- | ----- | ---- | ---- | ----- | ---------- |
| 1.  | HNK Borovo Vukovar     | 22   | 17    | 3    | 2    | 91:18 | 54         |
| 2.  | HNK Vupik Vukovar      | 22   | 15    | 4    | 3    | 57:19 | 48 (-1) ↓1 |
| 3.  | HNK Radnički Vukovar   | 22   | 12    | 1    | 9    | 64:38 | 37         |
| 4.  | NK Sloga Borovo        | 22   | 10    | 6    | 6    | 41:39 | 36         |
| 5.  | NK Sinđelić Trpinja    | 22   | 9     | 6    | 8    | 45:33 | 30         |
| 6.  | NK Croatia Bogdanovci  | 22   | 8     | 4    | 10   | 42:47 | 28         |
| 7.  | NK Borac Bobota        | 22   | 8     | 4    | 10   | 36:50 | 28         |
| 8.  | NK Hajduk Bapska       | 22   | 7     | 5    | 10   | 31:48 | 26         |
| 9.  | NK Šarengrad           | 22   | 6     | 6    | 10   | 38:45 | 24         |
| 10. | NK Bršadin             | 22   | 6     | 5    | 11   | 28:41 | 23         |
| 11. | ŠNK Dunav Sotin        | 22   | 5     | 4    | 13   | 34:87 | 19         |
| 12. | NK Mladost Svinjarevci | 22   | 4     | 4    | 14   | 34:79 | 15 (-1) ↓2 |

## Rezultati
| NK Hajduk Bapska – NK Sinđelić Trpinja 0:0 HNK Borovo Vukovar – NK Mladost Svinjarevci 6:0 HNK Radnički Vukovar – NK Bršadin 5:0 NK Croatia Bogdanovci – NK Sloga Borovo 0:2 ŠNK Dunav Sotin – HNK Vupik Vukovar 3:0 NK Borac Bobota – NK Šarengrad 2:0 | NK Sinđelić Trpinja – NK Šarengrad 3:1 HNK Vupik Vukovar – NK Borac Bobota 4:1 NK Sloga Borovo – ŠNK Dunav Sotin 3:1 NK Bršadin – NK Croatia Bogdanovci 0:1 NK Mladost Svinjarevci – HNK Radnički Vukovar 0:3 NK Hajduk Bapska – HNK Borovo Vukovar 0:6 | HNK Radnički Vukovar – NK Hajduk Bapska 3:1 NK Borac Bobota – NK Sloga Borovo 3:1 ŠNK Dunav Sotin – NK Bršadin 1:1 HNK Borovo Vukovar – NK Sinđelić Trpinja 1:1 NK Croatia Bogdanovci – NK Mladost Svinjarevci 9:3 NK Šarengrad – HNK Vupik Vukovar 0:0  |
| NK Sloga Borovo – NK Šarengrad 2:2 NK Sinđelić Trpinja – HNK Vupik Vukovar 0:1 NK Bršadin – NK Borac Bobota 2:1 NK Mladost Svinjarevci – ŠNK Dunav Sotin 2:0 NK Hajduk Bapska – NK Croatia Bogdanovci 0:3 HNK Borovo Vukovar – HNK Radnički Vukovar 3:0 | HNK Radnički Vukovar – NK Sinđelić Trpinja 4:1 HNK Vupik Vukovar – NK Sloga Borovo 6:1 NK Šarengrad – NK Bršadin 2:2 NK Borac Bobota – NK Mladost Svinjarevci 4:1 ŠNK Dunav Sotin – NK Hajduk Bapska 3:3 NK Croatia Bogdanovci – HNK Borovo Vukovar 0:3 | HNK Radnički Vukovar – NK Croatia Bogdanovci 0:0 NK Sinđelić Trpinja – NK Sloga Borovo 0:0 NK Bršadin – HNK Vupik Vukovar 0:1 NK Mladost Svinjarevci – NK Šarengrad 4:5 HNK Borovo Vukovar – ŠNK Dunav Sotin 13:0 NK Hajduk Bapska – NK Borac Bobota 1:3 |
| NK Sloga Borovo – NK Bršadin 3:1 NK Croatia Bogdanovci – NK Sinđelić Trpinja 1:1 NK Borac Bobota – HNK Borovo Vukovar 2:2 ŠNK Dunav Sotin – HNK Radnički Vukovar 0:2 NK Šarengrad – NK Hajduk Bapska 1:4 HNK Vupik Vukovar – NK Mladost Svinjarevci 4:1 | NK Sinđelić Trpinja – NK Bršadin 2:0 NK Mladost Svinjarevci – NK Sloga Borovo 3:3 HNK Radnički Vukovar – NK Borac Bobota 2:0 NK Hajduk Bapska – HNK Vupik Vukovar 4:2 HNK Borovo Vukovar – NK Šarengrad 3:1 NK Croatia Bogdanovci – ŠNK Dunav Sotin 7:0 | NK Bršadin – NK Mladost Svinjarevci 5:1 NK Borac Bobota – NK Croatia Bogdanovci 1:0 HNK Vupik Vukovar – HNK Borovo Vukovar 1:0 NK Sloga Borovo – NK Hajduk Bapska 3:1 ŠNK Dunav Sotin – NK Sinđelić Trpinja 1:0 NK Šarengrad – HNK Radnički Vukovar 0:1  |
| HNK Borovo Vukovar – NK Sloga Borovo 5:1 ŠNK Dunav Sotin – NK Borac Bobota 2:2 HNK Radnički Vukovar – HNK Vupik Vukovar 2:0 NK Sinđelić Trpinja – NK Mladost Svinjarevci 6:0 NK Hajduk Bapska – NK Bršadin 1:1 NK Croatia Bogdanovci – NK Šarengrad 2:3 | NK Sloga Borovo – HNK Radnički Vukovar 1:2 NK Borac Bobota – NK Sinđelić Trpinja 3:2 NK Bršadin – HNK Borovo Vukovar 2:4 NK Šarengrad – ŠNK Dunav Sotin 5:1 HNK Vupik Vukovar – NK Croatia Bogdanovci 3:0 NK Mladost Svinjarevci – NK Hajduk Bapska 1:1 | NK Sinđelić Trpinja – NK Hajduk Bapska 4:0 NK Mladost Svinjarevci – HNK Borovo Vukovar 0:4 NK Bršadin – HNK Radnički Vukovar 1:3 NK Sloga Borovo – NK Croatia Bogdanovci 2:2 HNK Vupik Vukovar – ŠNK Dunav Sotin 6:0 NK Šarengrad – NK Borac Bobota 0:0  |
| NK Šarengrad – NK Sinđelić Trpinja 0:0 NK Borac Bobota – HNK Vupik Vukovar 1:1 ŠNK Dunav Sotin – NK Sloga Borovo 0:1 NK Croatia Bogdanovci – NK Bršadin 0:0 HNK Radnički Vukovar – NK Mladost Svinjarevci 6:0 HNK Borovo Vukovar – NK Hajduk Bapska 4:0 | NK Hajduk Bapska – HNK Radnički Vukovar 5:1 NK Sloga Borovo – NK Borac Bobota 1:0 NK Bršadin – ŠNK Dunav Sotin 1:0 NK Sinđelić Trpinja – HNK Borovo Vukovar 2:3 NK Mladost Svinjarevci – NK Croatia Bogdanovci 5:3 HNK Vupik Vukovar – NK Šarengrad 3:1 | NK Šarengrad – NK Sloga Borovo 0:0 HNK Vupik Vukovar – NK Sinđelić Trpinja 3:1 NK Borac Bobota – NK Bršadin 2:0 ŠNK Dunav Sotin – NK Mladost Svinjarevci 1:1 NK Croatia Bogdanovci – NK Hajduk Bapska 1:0 HNK Radnički Vukovar – HNK Borovo Vukovar 1:3  |
| NK Sinđelić Trpinja – HNK Radnički Vukovar 3:2 NK Sloga Borovo – HNK Vupik Vukovar 0:3 NK Bršadin – NK Šarengrad 2:0 NK Mladost Svinjarevci – NK Borac Bobota 4:0 NK Hajduk Bapska – ŠNK Dunav Sotin 3:0 HNK Borovo Vukovar – NK Croatia Bogdanovci 4:0 | NK Croatia Bogdanovci – HNK Radnički Vukovar 4:2 NK Sloga Borovo – NK Sinđelić Trpinja 3:3 HNK Vupik Vukovar – NK Bršadin 4:0 NK Šarengrad – NK Mladost Svinjarevci 6:0 ŠNK Dunav Sotin – HNK Borovo Vukovar 1:7 NK Borac Bobota – NK Hajduk Bapska 1:2 | NK Bršadin – NK Sloga Borovo 3:4 NK Sinđelić Trpinja – NK Croatia Bogdanovci 5:0 HNK Borovo Vukovar – NK Borac Bobota 11:0 HNK Radnički Vukovar – ŠNK Dunav Sotin 8:2 NK Hajduk Bapska – NK Šarengrad 0:2 NK Mladost Svinjarevci – HNK Vupik Vukovar 0:0 |
| NK Bršadin – NK Sinđelić Trpinja 2:1 NK Sloga Borovo – NK Mladost Svinjarevci 4:0 NK Borac Bobota – HNK Radnički Vukovar 4:3 HNK Vupik Vukovar – NK Hajduk Bapska 7:0 NK Šarengrad – HNK Borovo Vukovar 0:6 ŠNK Dunav Sotin – NK Croatia Bogdanovci 5:0 | NK Mladost Svinjarevci – NK Bršadin 1:3 NK Croatia Bogdanovci – NK Borac Bobota 3:1 HNK Borovo Vukovar – HNK Vupik Vukovar 1:1 NK Hajduk Bapska – NK Sloga Borovo 1:0 NK Sinđelić Trpinja – ŠNK Dunav Sotin 4:2 HNK Radnički Vukovar – NK Šarengrad 1:2 | NK Sloga Borovo – HNK Borovo Vukovar 3:1 NK Borac Bobota – ŠNK Dunav Sotin 3:5 HNK Vupik Vukovar – HNK Radnički Vukovar 3:1 NK Mladost Svinjarevci – NK Sinđelić Trpinja 5:4 NK Bršadin – NK Hajduk Bapska 0:0 NK Šarengrad – NK Croatia Bogdanovci 3:4  |
| HNK Radnički Vukovar – NK Sloga Borovo 2:3 NK Sinđelić Trpinja – NK Borac Bobota 2:1 HNK Borovo Vukovar – NK Bršadin 4:2 ŠNK Dunav Sotin – NK Šarengrad 5:4 NK Croatia Bogdanovci – HNK Vupik Vukovar 2:4 NK Hajduk Bapska – NK Mladost Svinjarevci 4:3 | | |